# Кувана
Кувана (яп. 桑名市 Кувана-си) — город в Японии, находящийся в префектуре Миэ. Площадь города составляет 136,61 км², население — 140 793 человека (1 июня 2014), плотность населения — 1030,62 чел./км².

## Географическое положение
Город расположен на острове Хонсю в префектуре Миэ региона Кинки. С ним граничат города Йоккаити, Инабе, Айсай, Ятоми, Кайдзу и посёлки Кисосаки, Тоин, Асахи, Кавагоэ.

## Население
Население города составляет 140 793 человека (1 июня 2014), а плотность — 1030,62 чел./км². Изменение численности населения с 1980 по 2005 годы:
| 1980 | 110 310 чел. |  |
| 1985 | 119 855 чел. |  |
| 1990 | 124 042 чел. |  |
| 1995 | 129 595 чел. |  |
| 2000 | 134 856 чел. |  |
| 2005 | 138 963 чел. |  |

## Экономика
В городе расположены завод полупроводников Fujitsu, завод промышленного оборудования и исследовательский центр Hitachi Metals, электротехнический завод HME, рыболовецкий порт (моллюски и карп), крупный парк развлечений Nagashima Spa Land, торговые центры AEON Kuwana и APiTA, аутлет-парк Jazz Dream Nagashima компании Mitsui Fudosan, штаб-квартира Kuwana Shinkin Bank. Кувана является спальным пригородом для Нагои и Йоккаити. Большой жилой район Оямада расположен к западу от центра Кувана.

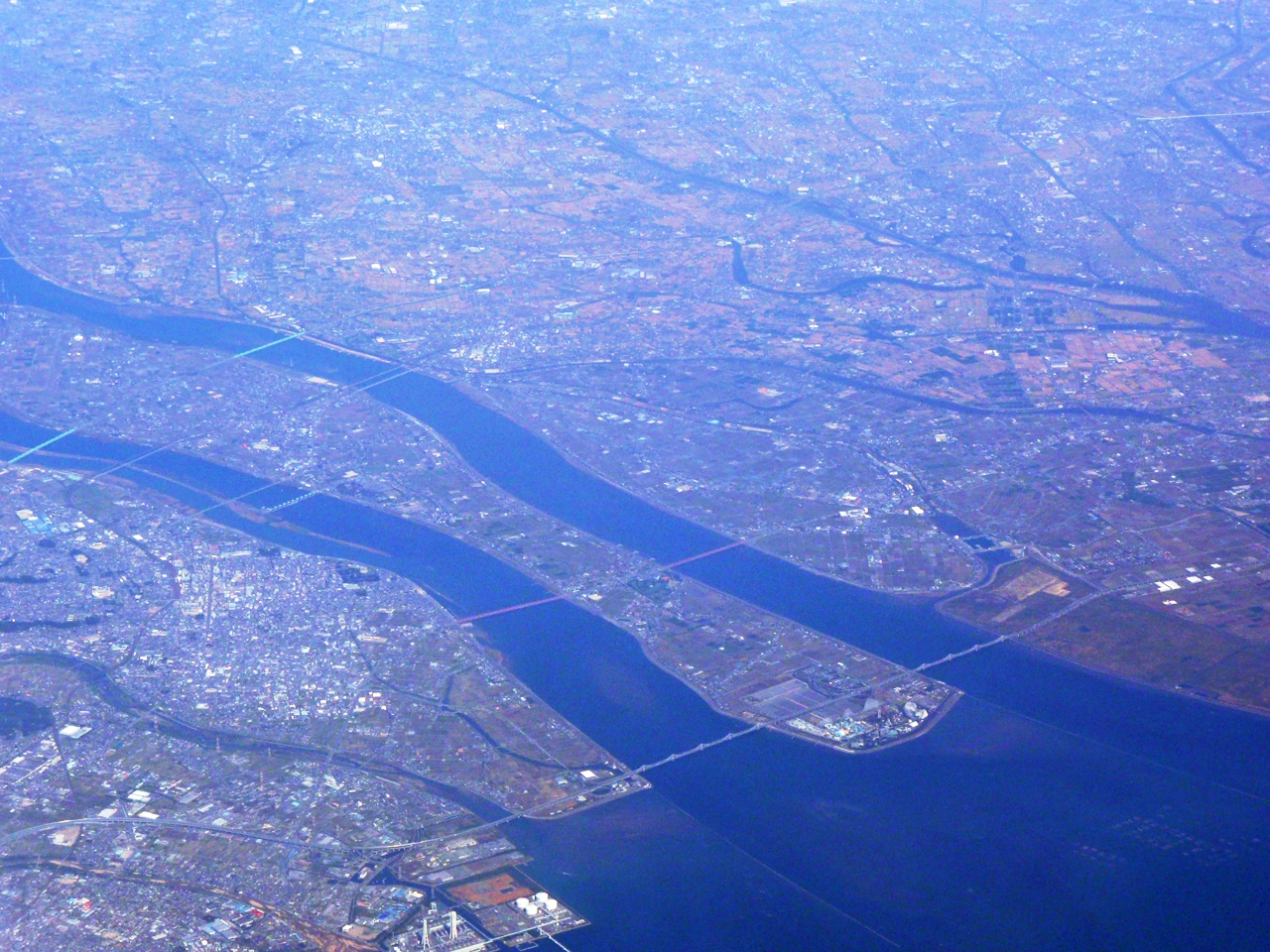
Кувана
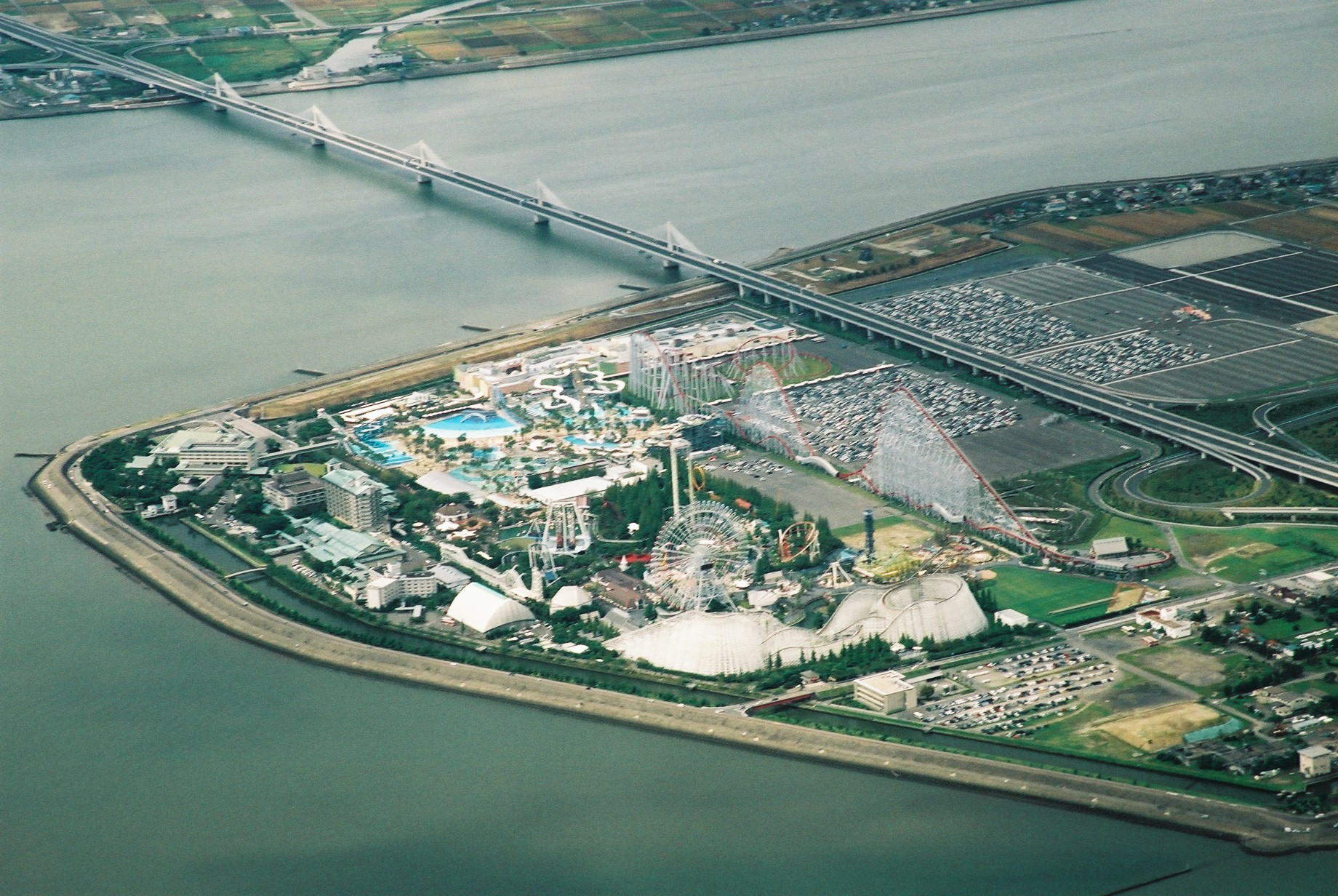
Nagashima Spa Land
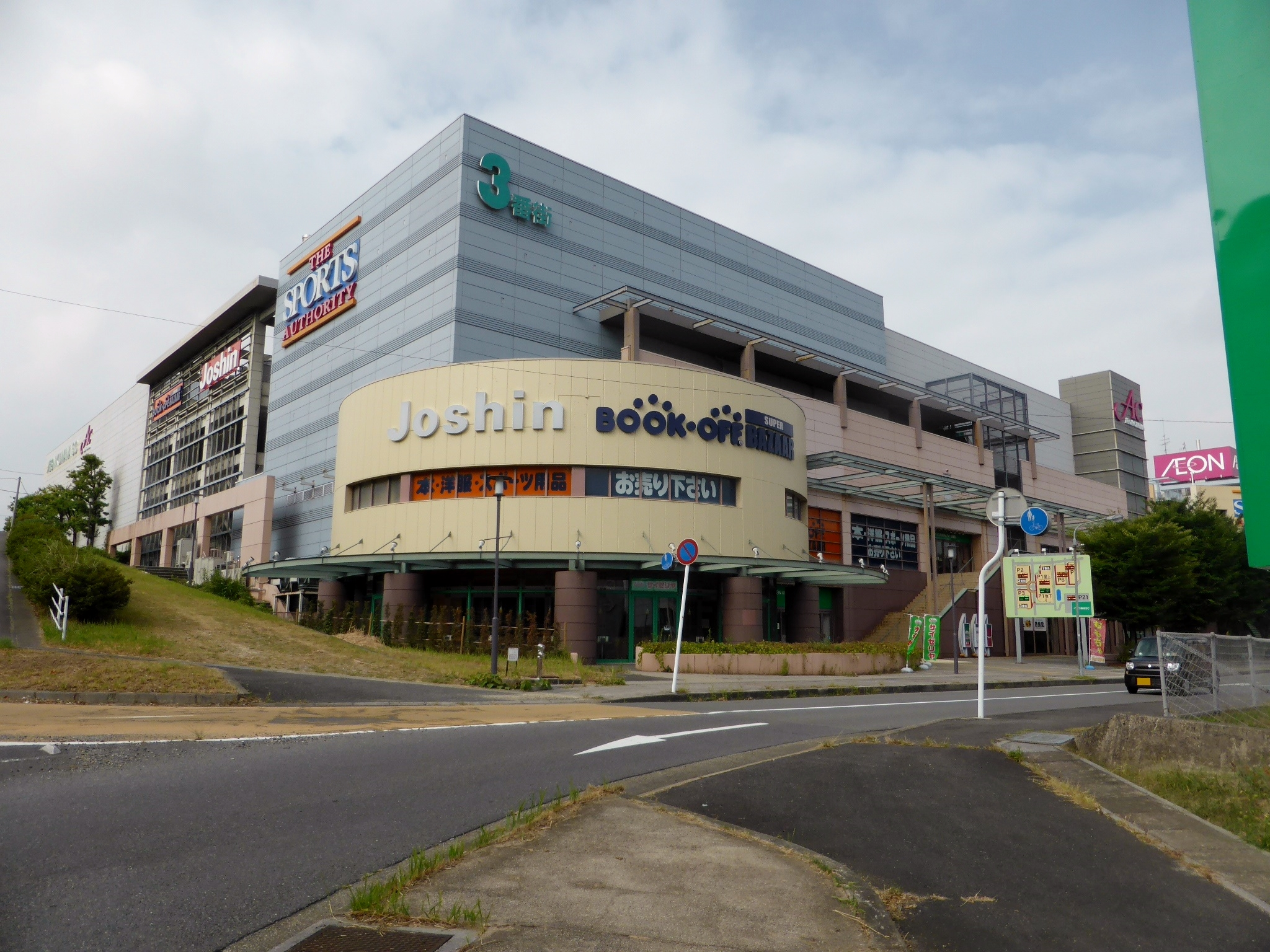
Торговый центр AEON
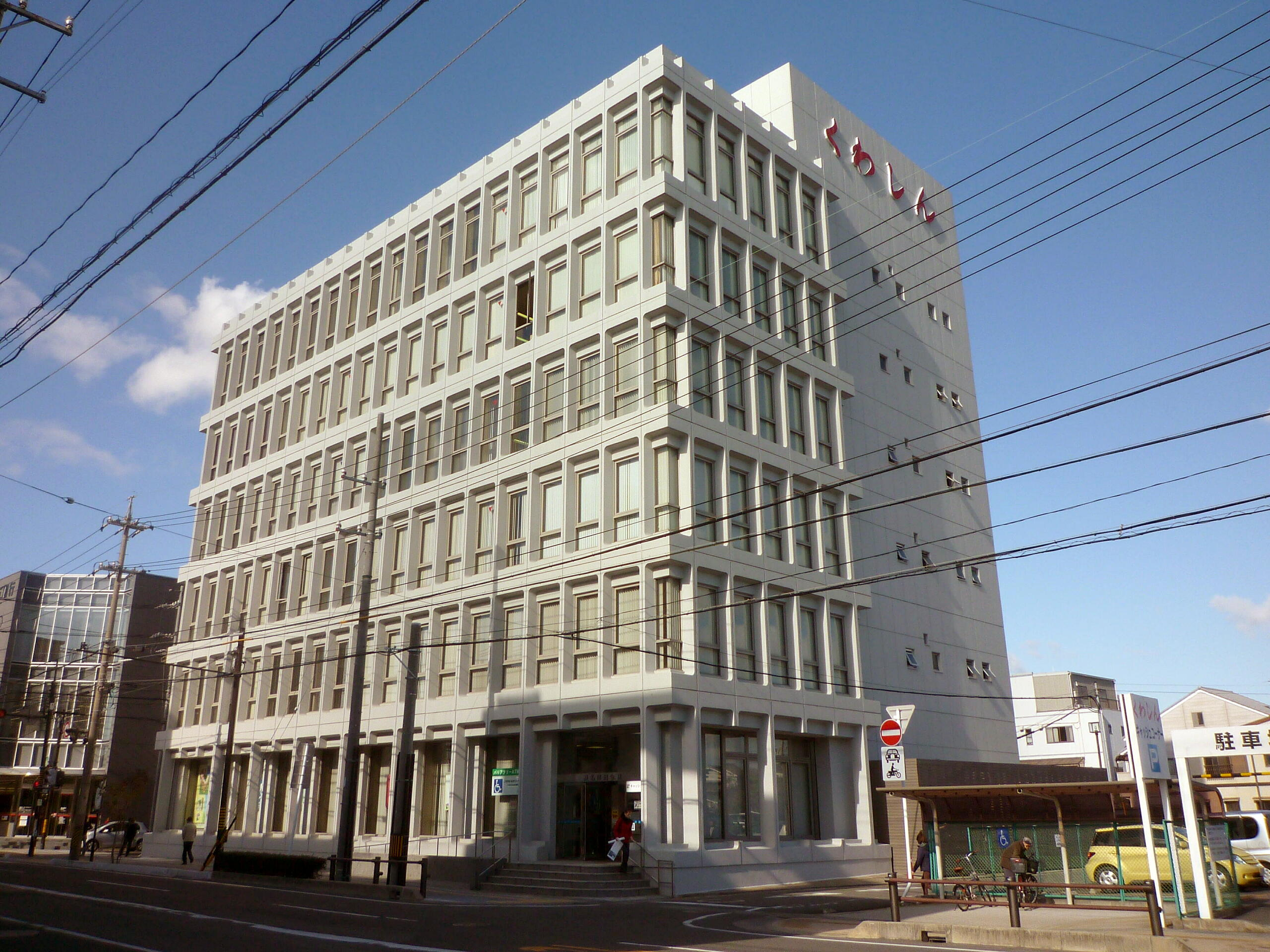
Kuwana Shinkin Bank

## Символика
Деревом города считается Benthamidia florida, цветком — Iris ensata.

## Культура
Ежегодно в Куване проходит «зимний фестиваль света», на который съезжаются тысячи туристов со всего мира.